# نظرية البعد (الجبر)
في الرياضيات, نظرية البعد هي أحد فروع الجبر التبادلي التي تدرس فكرة البعد للحلقة التبادلية, وبتمديدها بواسطة المخطط scheme.